# Eceabat
Eceabat là một huyện thuộc tỉnh Çanakkale, Thổ Nhĩ Kỳ. Huyện có diện tích 468 km² và dân số thời điểm năm 2007 là 9493 người, mật độ 20 người/km².